# Stars (canção de The Cranberries)
Stars é uma canção da compilação Stars: The Best of 1992-2002 da banda irlandesa The Cranberries, lançada em 2002. Foi o último single lançado antes do hiato de seis anos do grupo.

## Faixas
1. "Stars" – 3:30
2. "Dreaming My Dreams" – 3:37
3. "Sunday" – 3:30
4. "Hollywood" – 5:08

## Paradas
| Parada (2002)        | Melhor colocação |
| -------------------- | ---------------- |
| Itália (FIMI)        | 22               |
| Taiwan Singles Chart | 1                |